# Krzyżówka-szyfr
Krzyżówka-szyfr (z francuskiego chiffre – cyfra) – rodzaj krzyżówki (diagramowego zadania szaradziarskiego), w którym wszystkie białe pola krzyżówki (kratki, w które wpisuje się odgadywane wyrazy) są ponumerowane różnymi liczbami. Litery z tych wszystkich pól, napisane w kolejności od 1 do największej liczby tworzą zaszyfrowane rozwiązanie zadania (najczęściej myśl, cytat, tytuł, itp.). W krzyżówce-szyfr występuje zatem dokładnie tyle kratek z różnymi liczbami, ile liter składa się na końcowe rozwiązanie. 